# Alben W. Barkley
Alben William Barkley (Lowes, Kentucky, 24 de novembre de 1877 - Lexington, Virgínia, 30 d'abril de 1956) fou un advocat i polític estatunidenc, membre al llarg de la seva vida de les dues cambres del Congrés dels Estats Units i 35è vicepresident dels Estats Units de 1949 a 1953, durant el segon mandat de Harry S. Truman.
Els candidats demòcrates Truman i Barkley van ser elegits president i vicepresident respectivament amb més de 2 milions de vots per sobre dels candidats republicans. A més, els demòcrates van recuperar la majoria a les dues cambres del Congrés. Als 71 anys en el moment de la seva investidura, era (i encara és) l'home més gran que mai ha ocupat la posició de vicepresident. Va batre el rècord de Charles Curtis als 69 anys. Durant el seu mandat es va popularitzar el mot "Veep" per referir-se a Barkley. El sobrenom va ser especialment utilitzat per la premsa, però el successor de Barkley, Richard Nixon, va deixar d'utilitzar-lo, dient que pertanyia a Barkley.
Abans de la vicepresidència, Barkley havia sigut membre de la Cambra de Representants pel primer districte electoral de Kentucky entre 1912 i 1927, i senador per Kentucky entre 1927 i 1949. Va ser el líder de la majoria demòcrata a la cambra alta.
El mandat de Barkley com a vicepresident va acabar el 20 de gener de 1953. Quan es va jubilar, Barkley va continuar sent un orador popular i va començar a treballar en les seves memòries amb el periodista Sidney Shallett. Va tornar a entrar a la política el 1954, desafiant el senador republicà que aspirava a la reelecció John Sherman Cooper. Segons l'historiador Glenn Finch Barkley era l'única persona que podia vèncer Cooper. Finalment va guanyar la plaça de senador per 434.109 vots a 362.948, la qual cosa va donar als demòcrates un avantatge d'un senador al Senat.
El 30 d'abril de 1956, mentre feia un discurs a la Convenció de Washington i Lee Mock, a Lexington, Virgínia, va perdre el coneixement a l'escenari i va morir d'un atac de cor. Va ser enterrat al cementiri de Mount Kenton, prop de Paducah, Kentucky.